# جرارد کلیسترلی
جرارد کلیسترلی (انگلیسی: Gerard Kleisterlee؛ زادهٔ ۲۸ سپتامبر ۱۹۴۶) کارآفرین، بازرگان و مدیر ارشد اجرایی هلندی است، که در حال حاضر به‌عنوان رئیس هیئت مدیره شرکت وودافون فعالیت می‌کند.